# 邵恒秋
邵恒秋（1916年10月—2006年9月22日），笔名丰久、洪流、丁久，男，河北定县人，中国漫画家、政治人物，中国国民党革命委员会中央委员会原常务委员，第五、六、七、八届全国政协委员。